# 马雷库什
马雷库什是葡萄牙波尔图区的一个堂区。总面积4.19平方公里，总人口1062人，人口密度253.5人/平方公里。